# オットー・ワーグナー
オットー・ワーグナー（Otto Wagner、1841年7月13日 - 1918年4月11日）は、オーストリアの建築家、都市計画家。ヴァーグナー、ワグナーとも表記される。
新しい造形をめざしたウィーン分離派の中心人物の1人。「芸術は必要にのみ従う」（Artis sola domina necessitas）と主張し、機能性・合理性を重視する近代建築の理念を表現した。建築作品のほとんどはウィーンにある。

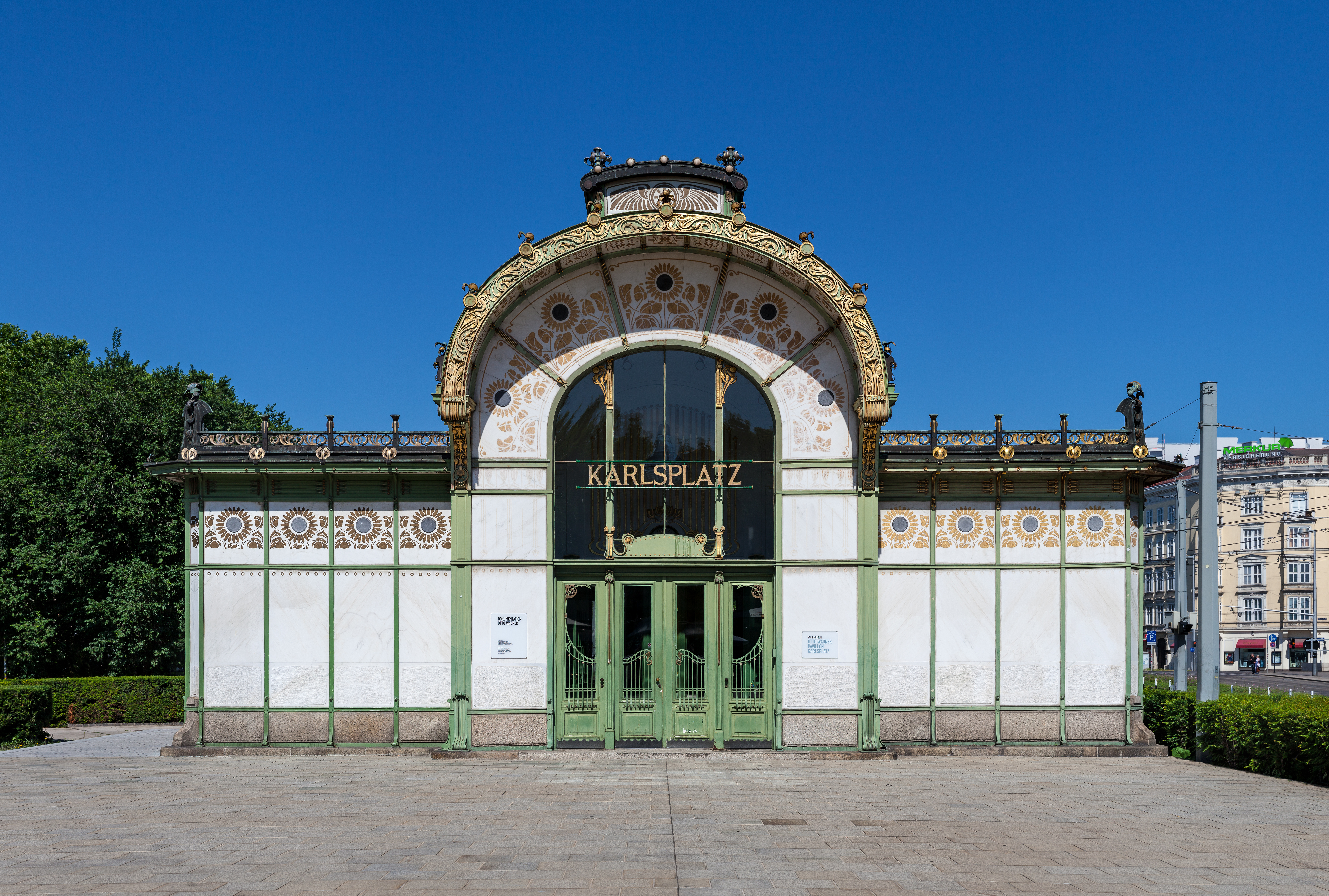
カールスプラッツ駅

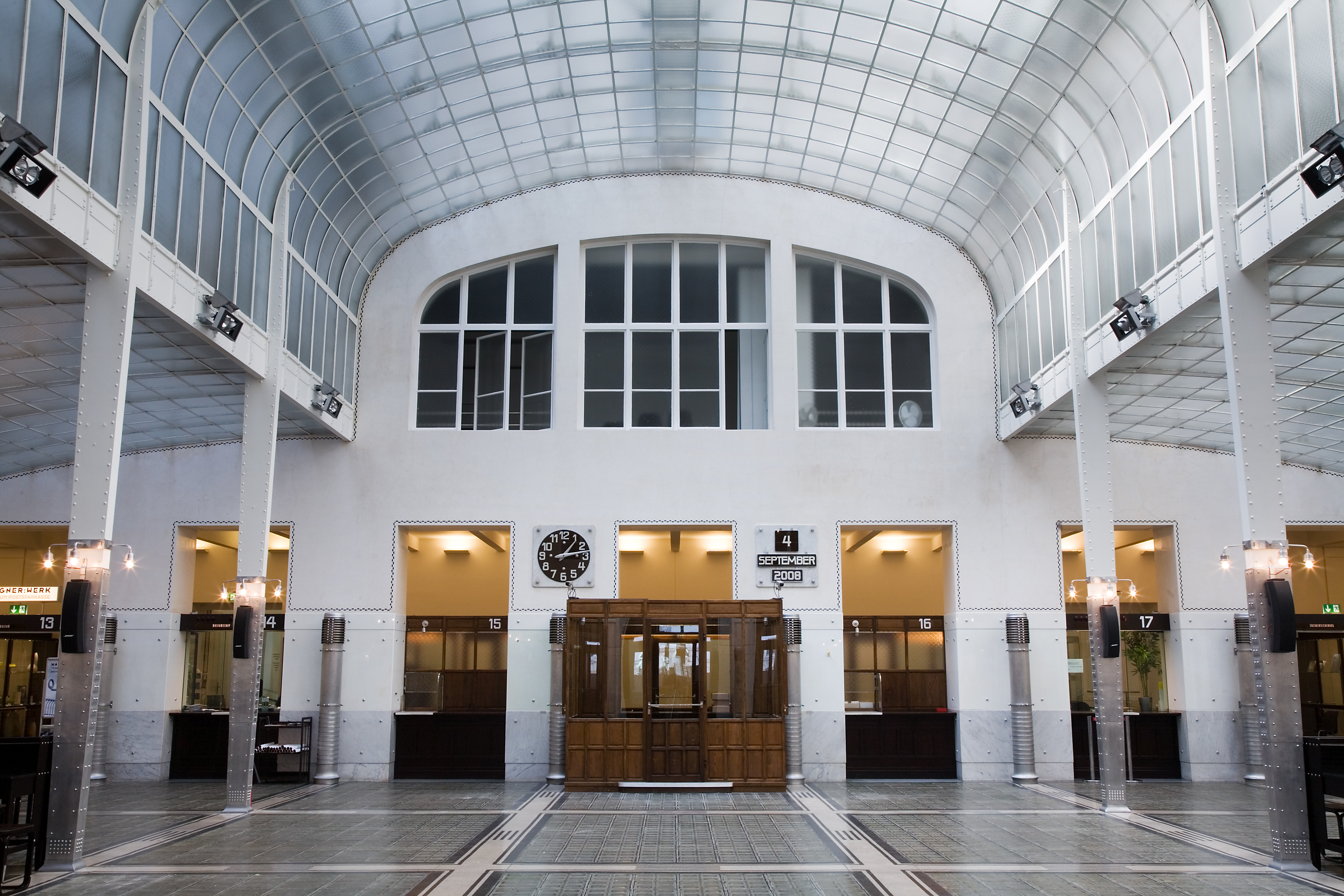
ウィーン郵便貯金局

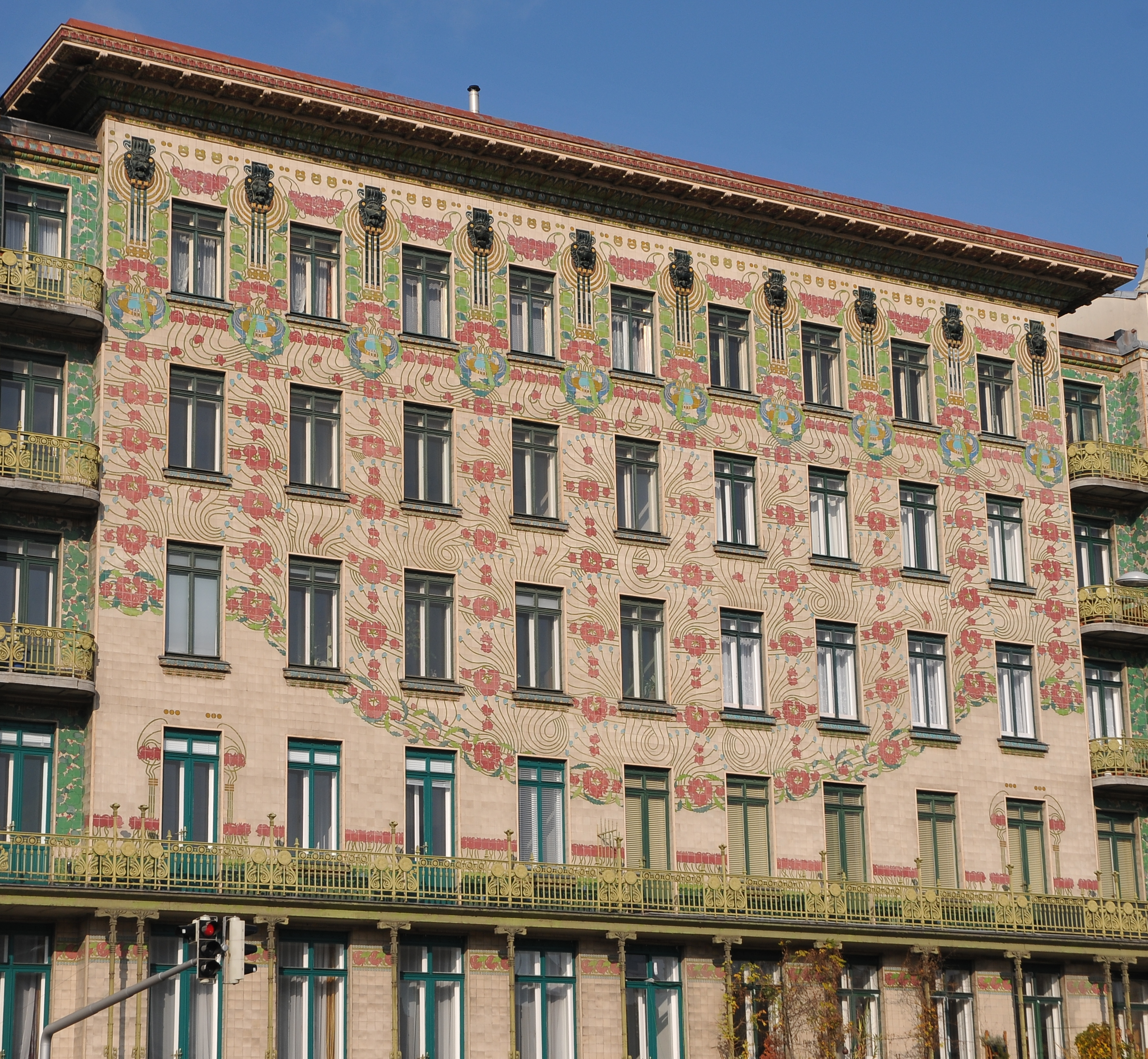
マジョリカハウス

## 生涯
1841年、ウィーン郊外で公証人の家に生まれた。父は5歳のときに肺病で死去。母は遺産を元に賃貸住宅を建て、その設計を建築家ハンゼン(Theophil von Hansen)に依頼している。
1857-1859年、ウィーンの工科大学、次いでハンゼンの勧めで1860-1861年に新古典主義建築の中心地であったベルリンの建築アカデミーで学んだ。ウィーン美術アカデミーに進学し、1863年卒業。同年、ウィーン市立公園に建てる会館（Kursalon クアサロン）の建築設計競技に応募し1等賞を得た（実際にはワーグナー案から大きく改変を受け建設された）。
当時はリングシュトラーセを飾る公共建築が数多く建てられ、歴史主義的な建築観が主流だった時期である。ワーグナー初期の作品も古典主義的なもので、連邦銀行、ワーグナー別邸、都市計画案アルティブス（Artibus）などがある。この間、母親の意向により1863年に結婚。1880年に母が死去した後に離婚し、1881年、18歳下のルイーゼと再婚した。
1890年に市の都市計画顧問に就任し、ウィーンのための都市計画プロジェクトの準備に取り掛かる。同年以降、ウィーン市の交通施設・ドナウ整備委員会に参画し、ドナウ運河の水門、ウィーン環状鉄道の駅舎、トンネル、橋梁（1894-1899年）などの計画に関わった。
1891年に作品集を刊行。1894年にハゼナウアー（Carl von Hasenauer）の後任としてウィーン美術アカデミーの教授に就任した。1897年、画家グスタフ・クリムトを中心にウィーン分離派が結成されると、ワーグナーの教え子ヨゼフ・マリア・オルブリッヒやヨーゼフ・ホフマンが参加。やがてワーグナー自身も分離派に加わった。この頃の作品には、マジョリカハウス、カールスプラッツ駅など、歴史主義を離れ、アールヌーヴォー的な傾向が強くなる。1905年、内部の対立からクリムト、オルブリッヒ、ホフマンらとともに分離派を脱退した。
この前後にわたってフランツ・ヨーゼフ皇帝博物館の設計に執念を燃やした。1900年、ワーグナーはカールスプラッツ（カール広場）に博物館の建設を提案した。翌年、ウィーン市は第1次の建築設計競技を行い、ワーグナー案を含む8案を入賞としたが、反対派のため紛糾した。ワーグナーは度々設計変更を行い、1910年には世論に訴えるため、建設予定地にファサードの実物大模型を造ったが大きな反響は得られず、結局博物館が実現することはなかった。後期の代表作には、ウィーン郵便貯金局（1906年-1912年）、シュタインホーフ教会堂（1907年）などが挙げられる。
1912年、71歳のワーグナーはアカデミーを停年となり、1914年まで客員教授として学生を指導した。妻が未亡人になった後のことを考え第2の別荘を建てたが、1915年に妻が死去。第一次世界大戦中は失意の状態にあり、1918年に死去した。

## 作品
歴史主義から出発し、ウィーン分離派に参加する頃からアール・ヌーヴォーの影響を受けた建築様式に移っていった。これら過渡期の作品を経て、ウィーン郵便貯金局で近代建築の純粋な空間表現に到達した。
- シナゴーグ Rumbach Street Synagogue（ブダペスト、1868年）
- グラーベンホーフ（1873年）：ティーネマンとの共作。
- 連邦銀行（1884年）
- ワーグナー別荘I（1886年）：現エルンスト・フックス美術館。
- ホヨース宮 Palais Hoyos（1890-91年）：自邸として建設した。
- アンカーハウス（1895年）：古典主義的な構成であるが、低層部分をガラスのカーテンウォールとする。
- マジョリカハウス（1898 - 1899年）：植物模様のマジョリカタイルで壁面を覆ったアール・ヌーヴォー風の集合住宅[8]。
- カールスプラッツ駅（1899年）鉄骨構造になっていて構造体であるむき出しの鉄骨組にはめ込まれた二センチメートル厚の大理石版を外装に、そして鉄骨に支持された五センチメートル厚の石膏プラスター壁を内装として構成されている。両材の間隙は三センチメートルである。相互に向き合った２つの建物からなり、それぞれに一つのプラットホームを有する。
- ドナウ運河堰監視所（1907年）一階部分には他に堰止め板と付属品用の倉庫があった。また最上階の大きなガラス窓のある部屋は固定クレーンの操作室となっていた。二階の中央部とその上部の頂塔のような最上階に、ウィンチのついた固定クレーンが備え付けられ、固定クレーンがドナウ運河に面したファサードを突き抜けて突出していた。
- シュタインホーフ教会堂 Kirche am Steinhof（1907年）
- 郵便貯金局 Postal Savings Bank（1906年-1912年）：ガラスに囲まれた中央ホールによって近代建築の抽象的空間を生み出している。外壁の仕上げ石材をビスで留めることで、張りぼてであることを率直に表現する（シュタインホーフ教会堂等も同様）。
- ワーグナー別荘II（1913年）

## 建築観
ワーグナーは、芸術の課題は時代の課題であり、現代の建築は新しい材料と現代の要求に対応しなければならない、とする。有名な「芸術は必要にのみ従う」という標語は、ゴットフリート・ゼムパーの合理主義的な建築観を引き継ぐもので、近代建築の理念を表現したものである。
世界中どこであれ、建築家は伝統と対峙することはなく自身が捉えたその地方の脈絡、場の印象、そして伝統の印象といったものと対峙するのだと主張していてこのことは従来の様式建築の終焉を意味していると言える。また芸術形態の今後の展開の仕方について思考し、これを産業と結びつけることを強く主張した。これは仕事の分業を、つまり種々の異なる部材を同時に生産することによって、製品の組立てがより迅速になることを主張した。

## その他
1980年代に500シリング紙幣の肖像として採用された。

## 日本語文献
- オットー・ヴァーグナー『近代建築』（Moderne Architektur）。樋口清・佐久間博訳、中央公論美術出版
ウィーン美術アカデミーの教授就任講義を元にしたもので、近代生活にふさわしい合理的・機能的な建築観を示している（初版1895年：邦訳の底本は第3版1901年）
- H・ゲレーツェッガー、M・パイントナー『オットー・ワーグナー　ウィーン世紀末から近代へ』（鹿島出版会<SD選書>、1984年）
ワーグナーの生涯と作品を紹介。伊藤哲夫・衛藤信一訳、原著初版1964年
- 『オットー・ワーグナー建築作品集』 川向正人解説、関谷正昭写真、東京美術、2015年
- 越後島研一『世紀末の中の近代　オットー・ワグナーの作品と手法』丸善・建築巡礼、1989年